# 베네라-D
베네라-D는 러시아가 2029년 프로톤 로켓이나 안가라 로켓으로 발사 예정인 금성 탐사선이다. 목적은 금성에 착륙할 최적의 장소를 찾고 베네라 15와 16보다 근접해 정확한 금성 탐사가 목표다. 특이사항으로 랜더가 들어 있으며, 금성의 주변 환경에 따라 24시간 정도 탐사하는 것을 목표로 잡고 있다.

## 역사와 제작 배경
2003년, 베네라-D는 러시아 과학 아케데미에 제안되었다. 이후 2004년 베네라-D를 2013년 발사하고 랜더는 2014년 착륙시키자는 구체적인 계획이 완성되었다. 원래 임무는 오비터 1개, 서브 오비터 1개, 열기구 형태의 탐사선 2개, 2개의 소형 랜더, 1개의 대형 랜더로 구성되었다. 하지만 2011년 대형 오비터와 임무기간이 3시간인 랜더 1개로 통합되고 발사일이 2014년에서 2018년으로 미루어졌다. 이렇게 계속된 계획 변동으로 베네라-D는 2011년부터 제작되었다. 그러나 포보스 그룬트가 실패하고 엑소마스 기체 추적 궤도선을 제외한 모든 행성 탐사선이 미루어지면서 이 탐사선도 2026년 초로 미루어졌다.

## 발사
2026년 초 프로톤 로켓이나 안가라 로켓로 발사된다. 발사장소는 아직 미정이다. 다만 바이코누르 발사 기지에서 발사될 가능성이 가장 크다.

## 지원, 개발, 투자
- NASA
- JPL
- GSFC
- KSC
- ESA
- 러시아 연방 우주국

## 같이 보기
- VERITAS (우주선)
- EnVision